# SOR TNS 12
SOR TNS 12 je nízkopodlažní trolejbus vyráběný českou společností SOR Libchavy ve spolupráci s firmami Cegelec, Rail Electronics CZ, či Škoda Electric, od kterých pochází elektrická výzbroj.
Karoserii trolejbusů TNS 12 také využívá Škoda Electric pro výrobu trolejbusů Škoda 32Tr.

## Konstrukce
Jedná se o dvounápravový klasický či parciální trolejbus délky 12 m, který využívá karoserii autobusu SOR NS 12 a elektrickou výzbroj od společností Cegelec, Rail Electronics CZ, nebo Škoda Electric. Je nízkopodlažní s nástupní výškou 330 mm a třemi dveřmi. Může být vybaven trakčními bateriemi, které umožňuji provoz na úsecích bez trolejového vedení. Trolejbus je dále vybaven celovozovou klimatizací, kneelingem a výklopnou plošinou pro vozíčkáře.

## Historie
Kvůli situaci na trhu, ovlivněné pandemií covidu-19, a souvisejícím problémům s výrobou a dodávkami vozů Bogdan T70120 se rozhodl Dopravní podnik města Jihlavy podepsat s konsorciem české firmy Tram for Envi a ukrajinské společnosti Bogdan Motors dodatek smlouvy na dodávku 6 trolejbusů, které původně měl, podle smlouvy z dubna 2021, dodat ukrajinský výrobce. Na základě dodatku z prosince 2021 měl jihlavský dopravce získat vozy SOR TNS 12 s trakčními bateriemi. Všech šest vozidel bylo dodáno v prosinci 2023.
Společnost SOR Libchavy se stala v lednu 2022 vítězem tendru Dopravního podniku Bratislava na dodávku 11 parciálních trolejbusů, které měly být dodány do 18 měsíců od podpisu smlouvy. Šlo o první výběrové řízení, ve kterém SOR uspěl samostatně jako dodavatel trolejbusů. K podpisu smlouvy došlo na konci května 2022. Původně měly být vozy pro Bratislavu osazeny výzbrojí od Cegelecu. Po problémech s dodávkami některých komponent výzbroje byl ale její dodavatel změněn na Škodu Electric. Jedná se tak o první případ, kdy byla v trolejbusech, jejichž finálním dodavatelem byl SOR, použita výzbroj Škoda. V březnu 2022 uspěl SOR také ve výběrovém řízení Dopravního podniku Zlín-Otrokovice (DSZO), kterému měl dodat 4 parciální trolejbusy. Výrobce ale vozy nedodal včas a i když byly fyzicky vyrobeny, společnost o ně po vypršení prodloužené dodací lhůty přestala mít na konci roku 2023 zájem kvůli ztrátě možnosti získat na jejich pořízení evropskou dotaci. Soutěž na dodávku čtyř trolejbusů s bateriemi (a dalších dvou v případné opci) do Maďarska do Segedínu vyhrál s typem TNS 12 výrobce SOR Libchavy na jaře 2022. V říjnu 2022 uzavřel smlouvu na dodávku čtyř parciálních vozů TNS 12 s bateriemi slovenský Dopravný podnik mesta Prešov. V lednu 2023 vyhrál SOR soutěž na dodávku 15 vozů pro bulharské město Ruse, ve stejné době potvrdil bulharský soud výsledek soutěže pro Sliven (6 vozů TNS 12).
Dopravní podnik města Brna vyhlásil v listopadu 2020 výběrové řízení na dodávku komponentů pro kompletaci až 40 klasických trolejbusů (bez baterií) ve vlastních prostorách, konkrétně ve vozovně Komín. Vítězem tohoto tendru se v dubnu 2022 stala společnost SOR. Komponenty pro výrobu prvních dvou vozů měly být dodány do čtyř měsíců od podpisu smlouvy, zbylých až 38 trolejbusů může DPMB odebrat v rámci opce, která platí do roku 2025 (opce na 10 vozů byla uplatněna v květnu 2024). Kompletace prvních dvou trolejbusů (č. 3065 a 3066) byla v dílnách vozovny Komín zahájena ve druhé polovině roku 2022. Vůz č. 3066 byl v nepojízdném stavu v listopadu 2022 vystaven na pražském veletrhu Czechbus. Oba trolejbusy byly dokončeny počátkem následujícího roku a v březnu 2023 se vůz č. 3065 vydal poprvé do brněnských ulic na zkušební jízdy bez cestujících v rámci homologačních zkoušek pro schválení typu. Zkušební provoz s cestujícími oba trolejbusy zahájily 23. června 2023. Ke schválení typu došlo v lednu 2024 a po vydání průkazů způsobilosti převzal DPMB oba vozy v únoru 2024.

## Dodávky
| Současný stát | Město        | Článek | El. výzbroj      | Roky dodávek | Počet vozů | Evidenční čísla při dodání | Poznámky                                      | Zdroj         |
| ------------- | ------------ | ------ | ---------------- | ------------ | ---------- | -------------------------- | --------------------------------------------- | ------------- |
| Bulharsko     | Ruse         | článek | Rail Electronics | 2023         | 15         | 58011–58151                | s trakčními bateriemi                         | [ 19 ] [ 20 ] |
| Bulharsko     | Sliven       | článek | Rail Electronics | 2023         | 6          | 2301–2306                  |                                               | [ 21 ] [ 22 ] |
| Česko         | Brno         | článek | Rail Electronics | 2022–2024    | 12         | 3065–3076                  |                                               | [ 23 ]        |
| Česko         | Jihlava      | článek | Cegelec          | 2023         | 6          | 17–22                      | s trakčními bateriemi, 17 – prototyp          | [ 4 ]         |
| Česko         | SOR Libchavy | —      | Cegelec          | 2022–2023    | 4          | —                          | s trakčními bateriemi, nedodané vozy pro Zlín | [ 24 ]        |
| Maďarsko      | Segedín      | článek | Rail Electronics | 2024         | 4          | T-400–T-403                | s trakčními bateriemi                         | [ 25 ]        |
| Slovensko     | Bratislava   | článek | Škoda Electric   | 2023         | 11         | 6121–6131                  | s trakčními bateriemi                         | [ 26 ] [ 27 ] |
| Slovensko     | Prešov       | článek | Rail Electronics | 2023         | 4          | 801–804                    | s trakčními bateriemi                         | [ 28 ] [ 29 ] |